# Geniates balzapambae
Geniates balzapambae är en skalbaggsart som beskrevs av Ohaus 1917. Geniates balzapambae ingår i släktet Geniates och familjen Rutelidae. Inga underarter finns listade i Catalogue of Life.